# 新尼古拉耶夫卡 (德魯日基夫卡市鎮)
48°33′44″N 37°22′14″E / 48.56222°N 37.37056°E
新尼古拉耶夫卡（烏克蘭語：Новомиколаївка），是烏克蘭的市級鎮，位於該國東部顿涅茨克州，由克拉马托尔斯克区的德魯日基夫卡市鎮負責管轄，海拔高度88米，2013年人口100，其中約七成居民使用烏克蘭語。